# Fatoumata Sidibé
 (août 2013).
Si vous disposez d'ouvrages ou d'articles de référence ou si vous connaissez des sites web de qualité traitant du thème abordé ici, merci de compléter l'article en donnant les références utiles à sa vérifiabilité et en les liant à la section « Notes et références ».
Ne doit pas être confondu avec Fatoumata Sidibé-Diarra.
Pour les articles homonymes, voir Sidibé.
Fatoumata Sidibé, née en 1963 à Bamako (Mali), est une femme politique belge bruxelloise. Elle a été membre du parti politique Démocrate fédéraliste indépendant. En 2019, Fatoumata Fathy Sidibé a décidé de quitter l’arène politique après dix ans de mandat parlementaire.
Elle est licenciée en journalisme et en communication sociale (UCLouvain). Elle a travaillé dans les domaines du journalisme, du multimédia, de l’édition, du social, de l’associatif. En 2006, elle a cofondé le comité belge (Wallonie- Bruxelles) de l’association Ni Putes Ni Soumises dont elle a assuré la présidence jusqu’en février 2009. Elle a reçu le titre de députée honoraire et a été nommée au grade de Chevalier de l’Ordre de Léopold. Elle est également auteure et artiste peintre.

## Fonctions politiques
- Membre du Parlement de la Région de Bruxelles-Capitale :
  - depuis le 23 juin 2009 au 25 mai 2014
  - Du 20 juillet 2014 au 26 mai 2019 en remplacement de Didier Gosuin

## Publications
- Une saison africaine, roman, Paris, éditions Présence africaine, avril 2006
- Les masques parlent aussi, livre d'art/poésie, Bruxelles, février 2014
- La voix d'une rebelle, essai, Belgique, éditions Luc Pire, septembre 2020